# Rahneshk (ort i Iran)
Rahneshk (persiska: Rahnīshk, رهنيشک, Rahanīshk, رهنشک) är en ort i Iran.   Den ligger i provinsen Khorasan, i den östra delen av landet, 800 km öster om huvudstaden Teheran. Rahneshk ligger 1 819 meter över havet och antalet invånare är 130.
Terrängen runt Rahneshk är kuperad.Runt Rahneshk är det glesbefolkat, med 12 invånare per kvadratkilometer. Närmaste större samhälle är Sar Chāh, 11,3 km nordost om Rahneshk. Trakten runt Rahneshk är ofruktbar med lite eller ingen växtlighet.